# Шакантай батыр
Шакантай Жаугашарулы (1706 — 1791) — батыр. Родился в 1706 году в местности Сауыр на Алтае. Род — Абак Керей, подрод — Жастабан.
Жил в XVIII веке и в трудное время стал щитом и защитником для своего народа. Участвовал в войнах против джунгар вместе с выдающимися казахскими батырaми Каракерей Кабанбаем, Канжыгалы Богенбаем и Ер Жанибеком в нескольких решающих сражениях. Происходил из рода Керей Среднего жуза. С 14 лет полностью участвовал в борьбе против джунгар. Во время казахско-джунгарской войны в союзе с Кабанбаем, Жанибеком Тарханом и другими батырaми проявил героизм в 34 крупных и мелких сражениях. В 1724 году в битве на реке Аягоз, возглавляемой Кабанбаем, 18-летний Шакантай победил джунгарского батыра в поединке и стал батыром.
В 1760 году вместе с биями Жобалаем и Байкотаном переселил 200 семей, проживавших в районе рек Алтайских и Сауырских гор, в земли Шубартауской местности на берегу реки Баканас. За Шакантаем осталось много поучительных и наставительных слов. На склоне лет он передал свой шлем в наследство сыновьям Кулбараку и Байбараку.
Айтыс-акын Калихан Алтынбаев написал историческую поэму «Последняя битва», а поэт Кенесжан Шалкарулы создал дастан «Шақантай батыр». Мавзолей батыра расположен в Шубартауском регионе Восточно-Казахстанской области, на берегу реки Баканас, в местности «Орта Карауыл».
Отец Шакантая, Жауғашар, был состоятельным и богатым человеком.
Шакантай, хотя и был значительно младше Кабанбая батыра, в период окончательного изгнания джунгар с казахской земли сражался рядом с ним. Это можно увидеть по упоминаниям местностей, таких как Аягоз, Тарбагатай, Токта и Барлык, в строках поэмы поэта Калихана Алтынбаева. Поскольку соседние земли часто сталкивались друг с другом, грабительские набеги и столкновения происходили регулярно. В такие времена Шақантай батыр был опорой для народа, защищая его от врагов. Он содержал несколько отрядов, полностью обеспечивая их лошадьми, снаряжением, оружием и провизией.
Батыр внес огромный вклад в увеличение численности народа и был великим демографом своего времени. У него было 22 сына, рожденных от 13 жен, которые образовали 21 аул вдоль реки Баканас, и 30 дочерей. Потомки Шақантая стали многочисленным родом.
Шакантай Жаугашарулы был не только легендарным батыром, но и оратором, оставившим после себя мудрые слова, а также лидером, который вел за собой народ. Он всю свою жизнь провел в седле, думая о спокойствии своей земли и будущем потомков. Батыр прожил долгую жизнь и скончался в 1793 году в возрасте 87 лет на берегу реки Баканас, в местности Карауылтобе.
В 1993 году, спустя 200 лет после его смерти, в честь Шақантая был возведен большой мавзолейный комплекс из белого кирпича. Значительный вклад в строительство этого мавзолея внес знаменитый композитор Еркегали Рахмадиев.